# Janez Phanner
Janez Phanner, ljubljanski župan v 16. stoletju, † 1590.
Phanner je bil premožen meščan, vse življenje pa je goreče zastopal protestantizem. Na županskih volitvah v Ljubljani je zmagal med letoma 1571 in 1574 ter leta 1580. Deloval je tudi kot vinski dacar in sodnik.